# Steingriff
Steingriff ist ein Ortsteil der Stadt Schrobenhausen im oberbayerischen Landkreis Neuburg-Schrobenhausen. 

## Geographie
Das Kirchdorf Steingriff schließt sich nordwestlich direkt an die Stadt Schrobenhausen an.

## Geschichte
Steingriff wird um 1190 zum ersten Mal urkundlich erwähnt. Es verdankt seinen Namen der alten Flurbezeichnung „steinin gruft“, was mit steinige Vertiefung übersetzt wird. Von der ehemaligen Burganlage in Steingriff ist noch die Schlosskapelle, die heutige Katholische Filialkirche Hl. Dreifaltigkeit, erhalten. Steingriff war jahrhundertelang Sitz einer kleinen Hofmark. Das Hofmarkschloss wurde Anfang der 1950er Jahre in ein Altenheim umgebaut. Im Zuge der Gebietsreform in Bayern wurde am 1. Januar 1971 die durch das Gemeindeedikt 1818 gegründete Gemeinde Steingriff mit Gut Weil und Sommerau nach Schrobenhausen eingegliedert.

## Sehenswürdigkeiten
- Filialkirche Hl. Dreifaltigkeit
- Ehemaliges Schloss